# أندرياس كوخ
أندرياس كوخ (بالألمانية: Andreas Koch)‏ (11 سبتمبر 1966 - ) هو لاعب كرة قدم نمساوي في مركز حراسة المرمى. لعب مع أدميرا فاكر مودلينغ ورابيد فيينا وغراتزر أي كاي وفيرست فيينا ونادي تيرول إنسبروك.

## وصلات خارجية
- أندرياس كوش على موقع قاعدة بيانات كرة القدم.إي يو (الإنجليزية)